# フェリックス・エティアン
フェリックス・エティアン（Felix Dja Ettien、1979年9月26日 - ）は、コートジボワール出身の元サッカー選手。しばしば「エティエン」とも表記される。主に右サイドの攻撃的なポジションでプレーしていた。

## 経歴
1997年に開催されたFIFAワールドユース選手権でコートジボワール代表として出場する。ここでの活躍がレバンテUDにより認められて、同年契約を結ぶ。当初はスペイン語が話せないことからチームに馴染めず、チームメイトからの無視やあらぬ中傷を受けるなど苦労したが、レバンテに欠かせない存在だった。レバンテでは、リーグ戦で300試合以上に出場した。

## 所属クラブ
- レバンテUD 1997-2008
- UDアルシラ（スペイン語版） 2011